# Lava Beds National Monument

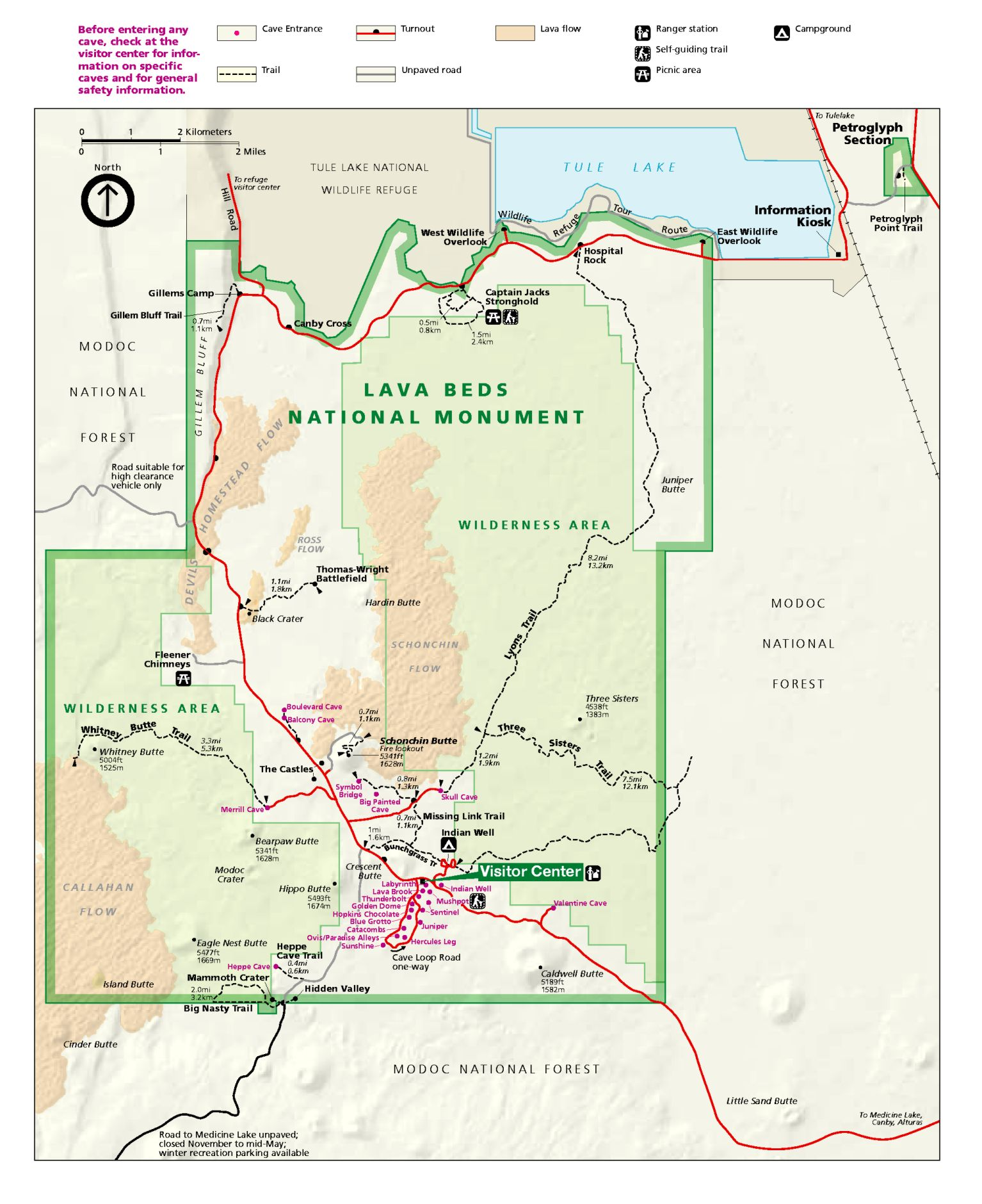
Mapa Lava Beds National Monument

Lava Beds National Monument – amerykański pomnik narodowy, znajdujący się w stanie Kalifornia.
Pomnik został ustanowiony decyzją prezydenta Calvina Coolidge'a 21 listopada 1925 roku. Prezydent Harry Truman nieznacznie powiększył jego powierzchnię 27 kwietnia 1951 roku i obecnie wynosi ona około 188,4 km². Podobnie jak większość pozostałych pomników narodowych w Stanach Zjednoczonych znajduje się pod zarządem National Park Service.